# One World Financial Center
Il One World Financial Center è un grattacielo di Lower Manhattan, New York City. Si tratta di un edificio di 40 piani che raggiunge l'altezza di 176 metri (577 piedi). Ha un'area di 1.628.000 m2 e si trova al 200 Liberty Street fra South End Avenue e West Street.

## Storia
È stato costruito nel 1985 come parte del World Financial Center. L'edificio si trova sulla strada che dà sul World Trade Center; è stato significativamente danneggiato dagli attentati dell'11 settembre 2001, a seguito dei quali rimase chiuso per diversi mesi; venne riaperto dopo il restauro.
La costruzione include gli uffici di:
- Cadwalader, Wickersham e Taft (azienda)
- Deloitte & Touche
- Dow Jones & Co
- Fidelity Investments
- Lehman Brothers
- National Financial Services
- Richards Kibbe & Orbe LLP
- Willis (New York)
- AIG Royal Alliance, Inc

## Architettura
Analogamente ad altri edifici del World Financial Center ha un unico tetto, che è piramidale inizialmente per poi diventare piatto. Esso è collegato al resto del complesso da un ponte sospeso (skybridge) che si trova su Liberty Street.